# جولین کلیمن
جولین کِلِـیمن (انگلیسی: Julian Claman؛ ۱۹۱۸ – ۲۴ آوریل ۱۹۶۹) رمان‌نویس، نمایشنامه‌نویس، فیلم‌نامه‌نویس، تهیه‌کننده تلویزیونی، بازیگر و خبرنگار اهل ایالات متحده آمریکا بود.
از فیلم‌ها یا برنامه‌های تلویزیونی که وی در آن نقش داشته‌است، می‌توان به دارای اسلحه - آماده سفر اشاره کرد.